# فرد هوكينز
فرد هوكينز (بالإنجليزية: Fred Hawkins)‏ هو لاعب غولف أمريكي، ولد في 3 سبتمبر 1923 في أنتيوتش في الولايات المتحدة، وتوفي في 6 ديسمبر 2014.

## وصلات خارجية
- فرد هوكينز على موقع رابطة لاعبي الغولف المحترفين (الإنجليزية)